# 賽兒塔柏
賽兒塔柏·艾瑞娜（土耳其語：Sertab Erener），1964年12月4日出生於土耳其伊斯坦布爾，是一位著名的土耳其歌手、詞曲創作者和作曲家。她以其花腔女高音的聲音特質聞名，並曾經作為賽岑·阿克蘇的伴唱歌手開始她的音樂事業。在她的音樂生涯中，她結合了西方和東方音樂，並從歌劇和土耳其古典音樂中汲取靈感。她在2003年歐洲歌唱大賽中以歌曲《Everyway That I Can》獲得冠軍，這是土耳其首次在該比賽中獲勝。

## 生活與職業生涯

### 1964年-1991年：早期生活與職業生涯開始
賽兒塔柏於1964年出生於伊斯坦布爾，她的母親來自南斯拉夫，而父親來自東安納托利亞地區。她在伊斯坦布爾的埃於普度過了童年，並在Işık高中完成學業。她在高中時期因為對音樂的熱愛，決定進入伊斯坦布爾大學國立音樂學院學習歌劇，後來又轉到密瑪爾斯南美洲手術大學繼續深造。然而，她在大學期間決定放棄學業，開始作為舞台表演歌手。

### 1992年-1998年：專輯《Sakin Ol!》、《Lâ'l》和《Sertab Gibi》
在賽岑·阿克蘇的幫助下，賽兒塔柏於1992年發行了她的首張專輯《Sakin Ol!》，並迅速成為土耳其流行音樂界的知名人物。這張專輯中的主打歌曲《Sakin Ol!》成為熱門單曲，使她一舉成名。 接下來，她在1994年和1997年分別發行了專輯《Lâ'l》和《Sertab Gibi》，這些專輯中的多首歌曲成為了土耳其的熱門單曲，如《Aldırma Deli Gönlüm》、《Ateşle Barut》和《Sevdam Ağlıyor》。

### 1999年-2004年：專輯《Sertab Erener》、《Turuncu》、歐洲歌唱大賽和《No Boundaries》
1999年，她發行了第四張專輯《Sertab Erener》，這張專輯包含了如《Yanarım》和《Zor Kadın》等熱門歌曲，並在土耳其取得了巨大成功。2001年，她發行了專輯《Turuncu》，再次鞏固了她在土耳其音樂界的地位。 2003年，賽兒塔柏以歌曲《Everyway That I Can》代表土耳其參加歐洲歌唱大賽，並獲得冠軍，這是土耳其首次在該比賽中獲勝。 隨後，她於2004年發行了首張英文專輯《No Boundaries》，進一步拓展了她在國際市場的影響力。

### 2005年-2009年：專輯《Aşk Ölmez》和《Painted on Water》
2005年，賽兒塔柏發行了專輯《Aşk Ölmez》，這張專輯以其真摯和不矯揉造作的風格獲得了好評，並產生了如《Aşk Ölmez, Biz Ölürüz》和《Kim Haklıysa》等熱門歌曲。2009年，她與德米爾·德米爾坎（Demir Demirkan）合作，發行了融合爵士樂和土耳其民謠的專輯《Painted on Water》，這張專輯展示了她在音樂風格上的多樣性和創新性。

### 2010年-2015年：專輯《Rengârenk》、《Ey Şûh-i Sertab》和《Sade》
2010年，她發行了專輯《Rengârenk》，這張專輯中的多首歌曲如《Bu Böyle》. Gerçek Pop. 2 December 2009  [10 July 2013]. （原始内容存档于29 December 2011）.和《Koparılan Çiçekler》. Gerçek Pop. 23 July 2010  [10 July 2013]. （原始内容存档于30 December 2011）.成為熱門單曲，使她再次在音樂市場上取得成功。2012年，她發行了致敬她父親的專輯《Ey Şûh-i Sertab》，這張專輯包括15首古典土耳其歌曲，並獲得了金蝴蝶獎最佳女歌手獎。2013年，她發行了專輯《Sade》，其中的歌曲《İyileşiyorum》和《Söz》在土耳其成為熱門單曲。

### 2016年至今：專輯《Kırık Kalpler Albümü》和《Ben Yaşarım》
2016年，賽兒塔柏發行了專輯《Kırık Kalpler Albümü》，並表示她正在回歸90年代的音樂風格。這張專輯獲得了好評，其中的歌曲《Kime Diyorum》和《Olsun》成為熱門單曲。2020年，她發行了專輯《Ben Yaşarım》，這張專輯由她的丈夫Emre Kula製作，並有多位音樂家參與創作，如Sezen Aksu和Can Bonomo。

## 藝術風格
賽兒塔柏的聲音範圍達到三個八度，被形容為花腔女高音。她的音樂風格多樣，從中東旋律到電子舞曲曲不等。她最初接觸音樂時專注於歌劇，但後來轉向流行音樂，並在這一領域取得了巨大成功。她的作品經常結合西方和東方音樂元素，並利用隱喻和情感表達來吸引更廣泛的聽眾。

## 獎項
賽兒塔柏在她的職業生涯中獲得了許多獎項，包括2003年歐洲歌唱大賽冠軍和土耳其國家傑出服務勳章。她的音樂作品在土耳其和歐洲市場均取得了成功，並多次獲得金蝴蝶獎和國王電視台音樂獎
。

## 專輯列表
- 《Sakin Ol!》（1992年）
- 《Lâ'l》（1994年）
- 《Sertab Gibi》（1997年）
- 《Sertab Erener》（1999年）
- 《Turuncu》（2001年）
- 《No Boundaries》（2004年）
- 《Aşk Ölmez》（2005年）
- 《Painted on Water》（2009年）
- 《Rengârenk》（2010年）
- 《Ey Şûh-i Sertab》（2012年）
- 《Sade》（2013）
- 《Kırık Kalpler Albümü》（2016年）
- 《Ben Yaşarım》（2020年）

## 延伸閱讀
- Yurga, Cemal. . Pegem A Publishing. 2002. ISBN 978-9-7568-0288-5.
- Meriç, Murat. . Istanbul: İletişim Publications. 2006. ISBN 978-9-7505-0398-6.
- Raykoff, Ivan; Tobin, Robert Deam (编). . Ashgate Publishing. 2007: 135–157  [2024-07-15]. ISBN 978-0-7546-5879-5. （原始内容存档于2023-05-05）.

## 外部連結
- 賽兒塔柏的Discogs页面（英文）

| 奖项与成就                                                      | 奖项与成就                            | 奖项与成就                      |
| --------------------------------------------------------------- | ------------------------------------- | ------------------------------- |
| 前任： 瑪麗亞·N 《I Wanna》                                     | 歐洲歌唱大賽冠軍及得獎歌曲 2003       | 繼任： 鲁斯兰娜 《Wild Dances》 |
| 前任： Buket Bengisu & Group Safir 《Leylaklar Soldu Kalbinde》 | 歐洲歌唱大賽土耳其代表及參賽歌曲 2003 | 繼任： Athena 《For Real》      |